# Filmportal.de
filmportal.de és una base de dades en línia d'informació relacionada amb pel·lícules alemanyes. Inclou una àmplia informació sobre pel·lícules i cineastes, així com articles sobre temes de cinema. El lloc web va ser llançat amb motiu del 54è Festival Internacional de Cinema de Berlín l'11 de febrer de 2005.  filmportal.de  va ser revisat i ampliat el 2011/2012.

## Contingut
La base de dades proporciona informació sobre unes 85.000 pel·lícules de cinema i televisió alemanyes (a juny de 2015) des de 1895 fins a l'actualitat. Es presenten al voltant de 8.000 pel·lícules amb detall amb descripcions de continguts, fotografies i/o pòsters. A més, filmportal.de cataloga uns 190.000 noms de cineastes, 5.000 d'aquestes entrades inclouen una biografia.
La informació lèxica es complementa amb tràilers, clips de pel·lícules de clàssics alemanys i, cada cop més, llargmetratges. A més, els textos editorials vinculen la informació amb la història del cinema a la República de Weimar, l'Alemanya nazi i l'Alemanya de l'Est.

## Institucions organitzadores
filmportal.de  va ser establert pel Deutsches Filminstitut (Frankfurt) en col·laboració amb CineGraph - Hamburgisches Centrum für Filmforschung e. V. i amb el suport dels altres membres de les filmoteques alemanyes i les associacions de la indústria cinematogràfica alemanya. El lloc web està cooperant amb l'Associació d'Arxius i Cinemateques Cinematogràfics Europeus (ACE), Arte, "DEFA Foundation", Goethe-Institut, DEFA-Stiftung, Deutsche Filmakademie i Festival Internacional de Cinema de Berlín.